# Sarah Josephson
Sarah Josephson, född den 10 januari 1964 i Bristol, Connecticut, är en amerikansk konstsimmare.
Hon tog OS-silver i duett i konstsim i samband med de olympiska konstsimstävlingarna 1988 i Seoul och OS-guld i samma gren i samband med de olympiska konstsimstävlingarna 1992 i Barcelona. Båda medaljerna vanns tillsammans med tvillingssystern Karen Josephson.
Josephson tog även två VM-guld vid världsmästerskapen i simsport 1991.